# Argentopentlandita
L'argentopentlandita és un mineral de la classe dels sulfurs, que pertany al grup de la pentlandita. Rep el seu nom de la seva composició en argent i de la seva relació amb la pentlandita.

## Característiques
L'argentopentlandita és un sulfur d'argent, ferro i níquel, de fórmula química Ag(Fe,Ni)₈S₈. Cristal·litza en el sistema isomètric formant cristalls euèdrics que mostren cares octaèdriques ben desenvolupades. També es troba en forma de crosta sobre altres sulfurs o de manera massiva. És l'anàleg amb l'argent de la sugakiïta. La seva duresa a l'escala de Mohs és 3,5.
Segons la classificació de Nickel-Strunz, l'argentopentlandita pertany a «02.B - Sulfurs metàl·lics, M:S > 1:1 (principalment 2:1), amb Ni» juntament amb els següents minerals: horomanita, samaniïta, heazlewoodita, oregonita, vozhminita, arsenohauchecornita, bismutohauchecornita, hauchecornita, telurohauchecornita, tučekita, cobaltopentlandita, geffroyita, godlevskita, kharaelakhita, manganoshadlunita, pentlandita, shadlunita i sugakiïta.

## Formació i jaciments
Es troba filons hidrotermals de pirita i cubanita-calcopirita, en roques ultramàfiques en skarns. És rara en carbonatites. Sol trobar-se associada a altres minerals com: pirita, pirrotina, mackinawita, cubanita, calcopirita, estannita, galena, esfalerita, calcita o quars. Les seves co-localitat tipus es troben als dipòsits de Cu-Ni de Oktyabr'skoe, a Norilsk (península de Taimyr) i al de Khovu-Aksy a Tuvà, ambdues a Rússia.